# Tyrosine-kinase de Bruton
Pour les articles homonymes, voir Bruton (homonymie).
La tyrosine-kinase de Bruton (Btk ou BTK) est une tyrosine-kinase qui est codée par le gène BTK chez l'humain. Elle joue un rôle crucial dans le développement des lymphocytes B.

## Structure
La tyrosine-kinase de Bruton contient cinq domaines d'interaction protéique différents. Ces domaines comprennent un domaine aminoterminal d'homologie de pleckstrine (en) (PH), un domaine d'homologie TEC (en) riche en proline (TH), les domaines d'homologie SRC (SH) SH2 et SH3, ainsi qu'un domaine kinase avec une activité enzymatique.

## Fonction
La BTK joue un rôle crucial dans le développement des lymphocytes B car elle est nécessaire pour transmettre les signaux du récepteur des cellules pré-B qui se forment après un réarrangement réussi des chaines lourdes d'immunoglobulines. Il a également un rôle dans l'activation des mastocytes par le biais du récepteur IgE de haute affinité.
La Btk contient un domaine PH qui se lie au phosphatidylinositol-3,4,5-trisphosphate (PIP3). La liaison au PIP3 conduit la Btk à phosphoryler la phospholipase C, qui à son tour hydrolyse le PIP2, un phosphatidylinositol, en deux seconds messagers, l'inositol trisphosphate (IP3) et le diacylglycérol (DAG), qui continuent ensuite à moduler l'activité des protéines en aval lors de la signalisation des lymphocytes B.

## Clinique
Les mutations du gène BTK sont impliquées dans la maladie du déficit immunitaire primitif qu'est la agammaglobulinémie liée au sexe (agammaglobulinémie de Bruton), parfois abrégée en XLA ou en déficit sélectif en IgM. Les patients atteints de XLA ont des populations normales de cellules pré-B dans leur moelle osseuse, mais ces cellules ne parviennent pas à maturité et à entrer dans la circulation. Le gène Btk est situé sur le chromosome X (Xq21.3-q22). Au moins 400 mutations du gène BTK ont été identifiées.

### Inhibiteurs de la BTK
Médicaments approuvés qui inhibent la BTK :
- Ibrutinib (PCI-32765), un inhibiteur sélectif de la tyrosine-kinase de Bruton ;
- Acalabrutinib, approuvé en octobre 2017 pour le lymphome à cellules du manteau en rechute[6] ;
- Zanubrutinib pour le lymphome à cellules du manteau[7] ; il peut être administré par voie orale[8].

Plusieurs inhibeurs de la BTK sont en cours d'essais cliniques :
- Phase 3 :
  - Acalabrutinib, pour la rechute de la leucémie lymphoïde chronique (LLC), avec 95 % de rémission globale ;
- Phase 2 :
  - Evobrutinib pour la sclérose en plaques[10],[11] ;
  - ABBV-105 pour le lupus érythémateux disséminé (LED)[12] ;
- Phase 1 :
  - ONO-4059 pour les lymphomes non hodgkiniens réfractaires ou la LLC[13]. Renommé GS-4059, il intègre l'essai NCT02457598[14] ;
  - Spebrutinib (AVL-292, CC-292)[15] ;
  - HM71224 pour les maladies auto-immunes, en développement depuis 2015 par Hanmi Pharmaceutical et Lilly[16].

## Découverte
La tyrosine kinase de Bruton a été découverte en 1993 et porte le nom d'Ogden Bruton, qui a décrit la XLA pour la première fois en 1952.

## Interactions
La tyrosine-kinase de Bruton interagit avec les protéines suivantes :
- ARID3A[17]
- BLNK[18],[19]
- CAV1[20]
- GNAQ[21]
- GTF2I[22],[23],[24]
- PLCG2[18],[25]
- PRKD1[26], et
- SH3BP5[27],[28].